# Bacqueville-en-Caux
Bacqueville-en-Caux je francouzská obec v departementu Seine-Maritime v regionu Normandie. Žije zde přibližně 1 900 obyvatel.

## Poloha obce

### Sousední obce
| Růžice kompasu | Hermanville                   | Auppegard           | Bertreville-Saint-Ouen | Růžice kompasu |
| Růžice kompasu | Lammerville                   | Sever               | Omonville              | Růžice kompasu |
| Růžice kompasu | Lammerville                   | Bacqueville-en-Caux | Omonville              | Růžice kompasu |
| Růžice kompasu | Lammerville                   | Jih                 | Omonville              | Růžice kompasu |
| Růžice kompasu | Royville Saint-Ouen-le-Mauger | Lamberville         |                        | Růžice kompasu |